# NGC 6636-1
NGC 6636-1 (другие обозначения — UGC 11221, 7ZW 790, MCG 11-22-46, VV 368, ZWG 322.41, VV 679, KCPG 536A, KAZ 198, PGC 61782) — спиральная галактика (Sc) в созвездии Дракон.
Этот объект входит в число перечисленных в оригинальной редакции «Нового общего каталога».
В галактике вспыхнула сверхновая SN 1989P типа Ia, её пиковая видимая звездная величина составила 16,5.